# Carlo Broggi

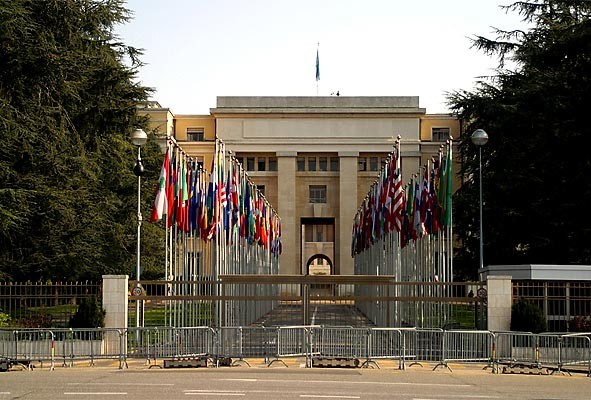
Palais des Nations, Genf

Carlo Broggi (* 18. Oktober 1881 in Mailand; † 17. März 1968 in Rom) war ein italienischer Architekt. Er ist bekannt als einer der fünf internationalen Architekten, die ausgewählt wurden, um in Genf (Schweiz) gemeinsam ein Gebäude für den Völkerbund zu errichten. 1929 wurde der Grundstein für den neoklassizistischen Bau – das Palais des Nations – gelegt, der 1937 fertiggestellt wurde. Er beherbergt heute den Sitz der Vereinten Nationen in Genf.
1912 legte Broggi einen der frühen Pläne für eine Mailänder Straßenbahn vor, die nie verwirklicht wurden. In den 1920er Jahren baute Broggi vor allem in Rom und Genf, unter anderem 1928 den Palazzo dell'INA a Ludovisi (Bau der INA an der Via Vittorio Veneto 89 in Ludovisi, einem römischen Stadtteil) im Stil des Novecento.
In den Zwanziger Jahren arbeitete der römische Architekt Angelo Di Castro in Broggis Architekturbüro.